# Międzyścienna Przełęcz
Międzyścienna Przełęcz – szeroka przełęcz na wysokości 1124 m n.p.m. (według wcześniejszych pomiarów 1128 m) w słowackich Tatrach Bielskich pomiędzy Zakrywą (grzbiet Murania) i Kiczorą. Południowo-zachodni stok przełęczy opada do górnej części Doliny Międzyściennej, północno-wschodni do dolnej części Nowej Doliny.
Rejon przełęczy porasta las, ale już kilkadziesiąt metrów niżej w Dolinie Międzyściennej znajduje się duża Wyżnia Międzyścienna Polana. Z Jaworzyny Tatrzańskiej dnem doliny Międzyściennej prowadzi droga. Możliwy jest nią wjazd samochodem terenowym aż na Międzyścienną Przełęcz, ale dozwolony jest tylko dla pojazdów uprawnionych służb. Stok opadający do Doliny Nowej w całości porasta las. Pod przełęczą jest on mało stromy, ale w dolnej części przechodzi w Nowy Kanion.
W rejonie przełęczy krzyżuje się kilka ścieżek: Bielska Ścieżka nad Reglami, ścieżka do Nowej Polanki i ścieżka wokół Kiczory. Jest to jednak zamknięty dla turystów obszar ochrony ścisłej Tatrzańskiego Parku Narodowego.